# Nikolai Vavílov
Nikolai Ivànovitx Vavílov - Николай Иванович Вавилов (rus) - (Moscou, 25 de novembre de 1887 - 26 de gener de 1943) va ser un destacat botànic i genetista rus. És conegut per haver establert els centres d'origen de les plantes conreades (centres d'origen de Vavílov). Va dedicar la seva vida a la millora del blat, blat de moro, i altres cereals, i fou el creador del primer banc de llavors. Vavílov era el germà gran del físic Serguei Ivànovitx Vavílov.
Estudià agricultura a Moscou i es llicencià el 1910. Mentre desenvolupava la seva teoria dels centres d'origen de les plantes cultivades, Vavílov organitzà una sèrie d'expedicions agronòmiques recollint llavors de gran part del món i va crear a Leningrad la més gran col·lecció de llavors del món. Aquest dipòsit de llavors va ser mantingut fins i tot durant el setge de Leningrad de la Segona Guerra Mundial. Vavílov també formulà la llei de les sèries homòlogues en la variació. Va rebre el Premi Lenin.
El treball de Vavílov va ser criticat per Trofim Lissenko, que defensava conceptes antimendelians de la biologia vegetal s'havien guanyat el favor de Stalin. Vavílov va ser arrestat i posteriorment condemnat a mort el juliol de 1941. Tot i que la seva condemna va ser commutada per vint anys de presó, va morir a la presó el 1943.
La majoria dels seus treballs de genètica van ser presos pels alemanys el 1943, i transferits a l'Institut per a la Genètica de les Plantes de la SS a Graz, Àustria. però el gran banc de llavors de Leningrad no en va ser salvat pels científics de l'Institut d'Indústria Vegetal.
El 1955, la seva condemna a mort va ser indultada retroactivament sota Khrusxov. A finals de la dècada de 1950, la seva reputació es va rehabilitar públicament, i va començar a ser aclamat com un heroi de la ciència soviètica.

## Carrera Acadèmica
Al llarg de la seva carrera, Vavílov va realitzar una sèrie d'expedicions botànica-agronòmiques, recollint llavors de moltes parts del món i desenvolupant teories sobre els seus orígens. La primera expedició, el 1916, va ser a l'Iran, on va recollir 171 mostres de llavors de cultius de llegums noves a Rússia, incloent fesols, cigrons, trèvols, pèsols (Lathyrus oleraceus), llenties (Lens culinaris) i pèsols silvestres (Lathyrus latifolius). Aquestes troballes li van suggerir que moltes plantes cultivades, incloses les lleguminoses, provenien d'un centre d'origen al sud-oest asiàtic. El 1917, Vavílov va ser professor a la Facultat d'Agronomia de la Universitat de Saratov. El 1920, va esdevenir Director de l'Oficina de Botànica Aplicada a Leningrad. Expedicions posteriors van visitar llocs com les planes altes d'Àsia Central, Afganistan, l'oasi de Khoresm, Japó i Taiwan. L'expedició de 1921 va visitar el Canadà i els Estats Units. Vavílov va afirmar que Amèrica del Nord no era un centre de diversitat vegetal, trobant més tard que els centres d'origen a Amèrica es trobaven a Mèxic, Amèrica Central i parts d'Amèrica del Sud. En el seu camí de tornada d'Amèrica va visitar Europa occidental, recollint llavors a Gran Bretanya, França, Holanda, Alemanya, Polònia i Suècia el 1922.
De 1924 a 1935, va ser el director de l'Acadèmia de Ciències Agràries Lenin a Leningrad. Va viatjar pel Mediterrani el 1926, visitant França, Grècia, Espanya, Portugal, el nord d'Àfrica i illes com Sardenya, Sicília, Creta i Xipre. Es va interessar especialment pels llegums com el cigró (Cicer arietinum), que va trobar que contribueix a la fertilitat del sòl i afegeix proteïnes a la dieta de les persones i els seus animals al Mediterrani. Una altra expedició va visitar Jordània, Palestina i Síria; va tornar amb llavors d'un tramús blanc (Lupinus albus) de Palestina; es van fer útils en la millora de plantes a mesura que van arribar a la maduresa primerenca. Expedicions posteriors van anar al Sudan i Etiòpia, on va identificar un centre de diversitat el 1926.
El 1927, Vavílov va presentar la seva teoria dels centres d'origen al públic al Cinquè Congrés Internacional de Genètica a Berlín. Al seu institut de Leningrad, va crear la col·lecció de llavors de plantes més gran del món; el 1933, contenia més de 148.000 exemplars. La col·lecció, vista posteriorment com el primer banc de llavors del món,  es va fer famosa internacionalment, atraient elogis d'ultramar però sospites de les autoritats del govern de Stalin per les relacions amb científics occidentals.
El 1929 va anar a la Xina, Japó i Corea, localitzant un altre centre de plantes cultivades al Japó.
El 1932, en la seva última expedició, va viatjar molt per Amèrica Llatina, visitant Cuba, Mèxic, Equador, Perú, Bolívia, Xile, Brasil, Argentina i Uruguai després d'assistir al Sisè Congrés Internacional de Genètica a l'Uruguai.
El treball de Vavílov sobre la diversitat genètica de les plantes de cultiu a tot el món va abastar el concepte de centres d'origen, el problema darwinià de l'especiació, la millora vegetal i un enfocament geogràfic dels estudis de cultius, així com la llei de les sèries homòlogues en variació. Se'l recorda per les seves contribucions a la millora de varietats de blat, blat de moro i altres cultius de cereals que sostenen la població mundial.
Vavílov era un home d'una energia enorme, descrit com tenir "una ment que mai dormia i un cos que per la seva capacitat per suportar les dificultats físiques poques vegades s'ha igualat." Per exemple, va documentar 3.000 tipus de blat Triticum vulgare, anomenant-los tots "perfectament recognoscibles morfològicament"; J. Scott McElroy comenta que és difícil imaginar el temps, l'energia i el coneixement necessaris per recollir i descriure tants tipus d'una espècie.
El 1932, durant el sisè congrés, Vavílov va proposar la celebració del setè Congrés Internacional de Genètica a l'URSS el 1937. El 1935, Vavílov va ser escollit president del Congrés Internacional de Genètica amb aquesta finalitat, però el 1936 el Politburó va cancel·lar l'acte; el congrés finalment va tenir lloc a Edimburg el 1939. El Politburó també va prohibir a Vavílov viatjar a l'estranger; durant la cerimònia d'obertura del Congrés es va col·locar una cadira buida a l'escenari com a recordatori simbòlic de l'absència involuntària de Vavílov.
L'ascens de Lissenko, partidari de teories afins a les idees de Lamarck sobre l'herència i l'evolució, oposades a les de Mendel, suposà la progressiva pèrdua de protagonisme, i posterior expulsió de Vavílov l'any 1936. El 1940 va ser arrestat i acusat falsament d'espionatge per als britànics, i condemnat a mort (sentència que es commutà el 1942 per 20 anys de presó). Morí a la presó de Saratov el 1943. El govern soviètic el rehabilitaria el 1955 com a part de la política de re4habilització i li donaria els màxims reconeixements com a figura de la ciència soviètica..
Nikolai Vavílov va tenir dos fills. El primer, Oleg, amb la seva primera esposa Yekaterina Sakharova, nascut el 1918. Després es va casar amb la genetista Elena Ivanovna Barulina, especialista en llenties i subdirectora de la col·lecció de llavors de l'institut. El seu fill Iuri va néixer el 1928.

## Llegat

### Banc de llavors
Vavílov es va adonar que moltes varietats de plantes útils es perdrien per l'acció humana tret que es prenguessin mesures específiques per salvar-les. Va ser el primer botànic que va comprendre la necessitat d'un banc de llavors, i va ser un expert col·leccionista de germoplasma. El banc de llavors de Leningrad es va preservar i protegir durant el setge de Leningrad de 28 mesos. Tot i que els soviètics havien ordenat l'evacuació de l'art del Museu de l'Hermitage, no havien evacuat les 250.000 mostres de llavors, arrels i fruits emmagatzemades al que aleshores era el banc de llavors més gran del món. Un grup de científics de l'Institut Vavílov va empaquetar una secció transversal de llavors, les va traslladar al soterrani i van fer torns per protegir-les. Els que guardaven el banc de llavors es van negar a menjar-ne el contingut, tot i que al final del setge a la primavera de 1944, alguns d'ells havien mort de fam.
El 1943, parts de la col·lecció de Vavílov, mostres emmagatzemades als territoris ocupats pels exèrcits alemanys, principalment a Ucraïna i Crimea, van ser confiscades per una unitat alemanya encapçalada per Heinz Brücher. Moltes de les mostres es van transferir a l'Institut Schutzstaffel (SS) de Genètica Vegetal, que s'havia establert a Schloss Lannach prop de Graz, Àustria.

### Impacte econòmic
Vavílov va combinar l'habilitat de recollir diferents varietats de plantes de cultiu amb la comprensió teòrica de la seva importància en botànica i la capacitat d'aplicar aquest coneixement a la pràctica. En particular, va crear la col·lecció de germoplasma de plantes de cultiu de lleguminoses allotjada a l'Institut Vavílov d'Indústria Vegetal (batejat amb el seu nom el 1967). Al seu torn, aquesta col·lecció va subministrar el germoplasma de més de tres quartes parts de les varietats de llegums criades a la Unió Soviètica. L'any 2010, l'institut tenia 43.000 mostres de llegums, de 160 espècies de 15 gèneres. El treball de Vavílov ha estat continuat pels botànics posteriors de l'institut, per exemple la cria de formes transgressores de tramussos resistents al fongs.[

## Reconeixements

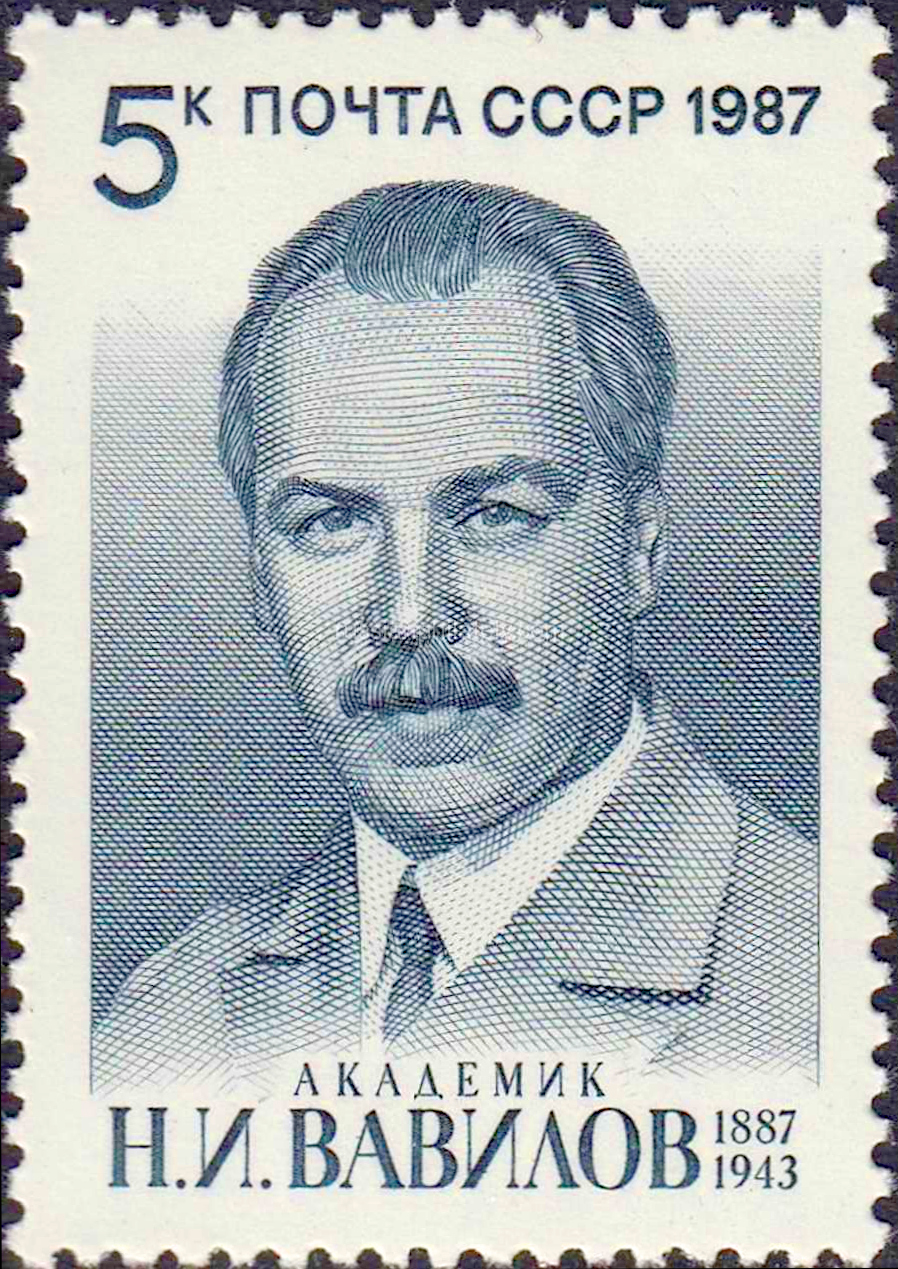
Vavílov en un segell soviètic de 1987.

Vavílov es va convertir en el membre més jove de l'Acadèmia de Ciències de la Unió Soviètica. Va ser membre del Comitè Executiu Central de l'URSS, va rebre el Premi Lenin el 1928 i president de la Societat Geogràfica de tota la Unió el 1931. Va ser membre de la Royal Society de Londres, i membre de la Royal Society of Edinburgh.
L'Acadèmia de Ciències de l'URSS va establir el Premi Vavílov (1965) i la Medalla Vavílov (1968). Avui, l'Institut Vavílov d'Indústria Vegetal de Sant Petersburg encara manté una de les col·leccions de material genètic vegetal més grans del món.El 1968, l'institut va ser rebatejat com a Vavílov en ocasió del seu 75è aniversari. Un planeta menor, 2862 Vavílov, descobert el 1977 per l'astrònom soviètic Nikolai Stepànovitx Txernikh porta el seu nom i del seu germà, el físic Sergey Ivanovich Vavílov. El cràter Vavílov a l'altre costat de la Lluna porta el seu nom i el seu germà.
La pel·lícula sobre la seva figura "L'estel de Vavílov" ("Звезда Вавилова") dirigida per Anatoli Borsiuk es va estrenar el 1987. El 1990 es va emetre una sèrie documental de sis episodis a la Unió Soviètica i l'Alemanya Oriental.